# Hagenia
Hagénia (Hagenia) é um género monotípico botânico pertencente à família Rosaceae, nativa das regiões afromontanas da África central e leste, com única espécie a Hagenia abyssinica, comummente chamada cousso.
1. ↑  «Hagenia — World Flora Online». www.worldfloraonline.org. Consultado em 19 de agosto de 2020